# Сподњи Слемен
Сподњи Слемен (словен. Spodnji Slemen) је насељено место у општини Селница об Драви, Подравска регија, Словенија.

## Историја
До територијалне реорганизације у Словенији био је у саставу старе општине Руше.

## Становништво
У попису становништва из 2011. године, Сподњи Слемен је имао 641 становника.
| Број становника према пописима | Број становника према пописима | Број становника према пописима |
| ------------------------------ | ------------------------------ | ------------------------------ |
| 1991                           | 2002                           | 2011                           |
| 668                            | 645                            | 641                            |

Напомена: До 1952. исказивано под именом Слемен.